# Comté d'Ector
Le comté d'Ector (anglais : Ector County) est un comté situé dans l'ouest de l'État du Texas aux États-Unis. Il est nommé en l'honneur de Mathew Duncan Ector, un général de l'Armée des États confédérés pendant la guerre de Sécession. Le siège du comté est Odessa. Selon le  recensement de 2020, sa population est de 165 171 habitants.
Le comté a une superficie de 2 335 km2, dont 2 334 km2 en surfaces terrestres.

## Comtés adjacents
|                  | Comté d'Andrews |                  |
| Comté de Winkler | comté d'Ector   | Comté de Midland |
| Comté de Ward    | Comté de Crane  | Comté d'Upton    |